# Димен жабоуст козодой
Димният жабоуст козодой (Podargus strigoides) е вид птица от семейство Podargidae.

## Разпространение и местообитание
Разпространен е в Австралия.